# 厦门岛
厦门岛，别称鹭岛，旧称嘉禾屿，是中华人民共和国福建省实控区域的第三大岛屿，位于福建省东南端厦门湾内，与大、小金门岛毗邻。岛上高点在云顶岩，海拔339.6米，岛屿面积134.835平方公里，南北长约13.7公里，东西宽约12.5公里，面积134.835平方千米，海岸线长约66.3千米，上有厦门市思明区和湖里区两个行政区，岛内人口两百余万。
厦门岛上交通发达，有高崎国际机场、鹰厦铁路、亦有公交、地铁系统。岛内道路交错纵横，岛上最早于1953年修通与大陆相连的高集海堤，是岛上最早与大陆连接的陆路通道，但在2009年海堤改造前也一度使厦门岛成为半岛。岛上有多处旅游景点，如万石山、南普陀寺、厦门大学、中山路、沙坡尾、环岛路等。岛周边海洋资源丰富，海域内的文昌鱼和中華白海豚为中华人民共和国国家一类保护动物。

## 历史
厦门附近最早于旧石器时代晚期就有人类活动，至新石器时代晚期开始有先民登岛，使用石斧、石锛、石镞等原始工具于岛上生活:1-20。
晋朝太康三年（282年）厦门岛属同安县管辖，后并入晋安县；隋朝属南安县大同场；唐朝中叶厦门岛被成为“新城”，于长兴四年（933年）大同场升格为同安县，厦门岛属同安县:1-20；宋朝岛上因产上乘禾稻称“嘉禾里”，岛屿名“嘉禾屿”。
明朝洪武二十年（1387年）起，周德兴奉命于厦门岛的西南端修筑城池，并移永宁卫的中、左千户所之士兵进驻，设置中左守禦千戶所，隸屬永寧衛同安县。洪武二十七年（1394年），城池落成。:1-20

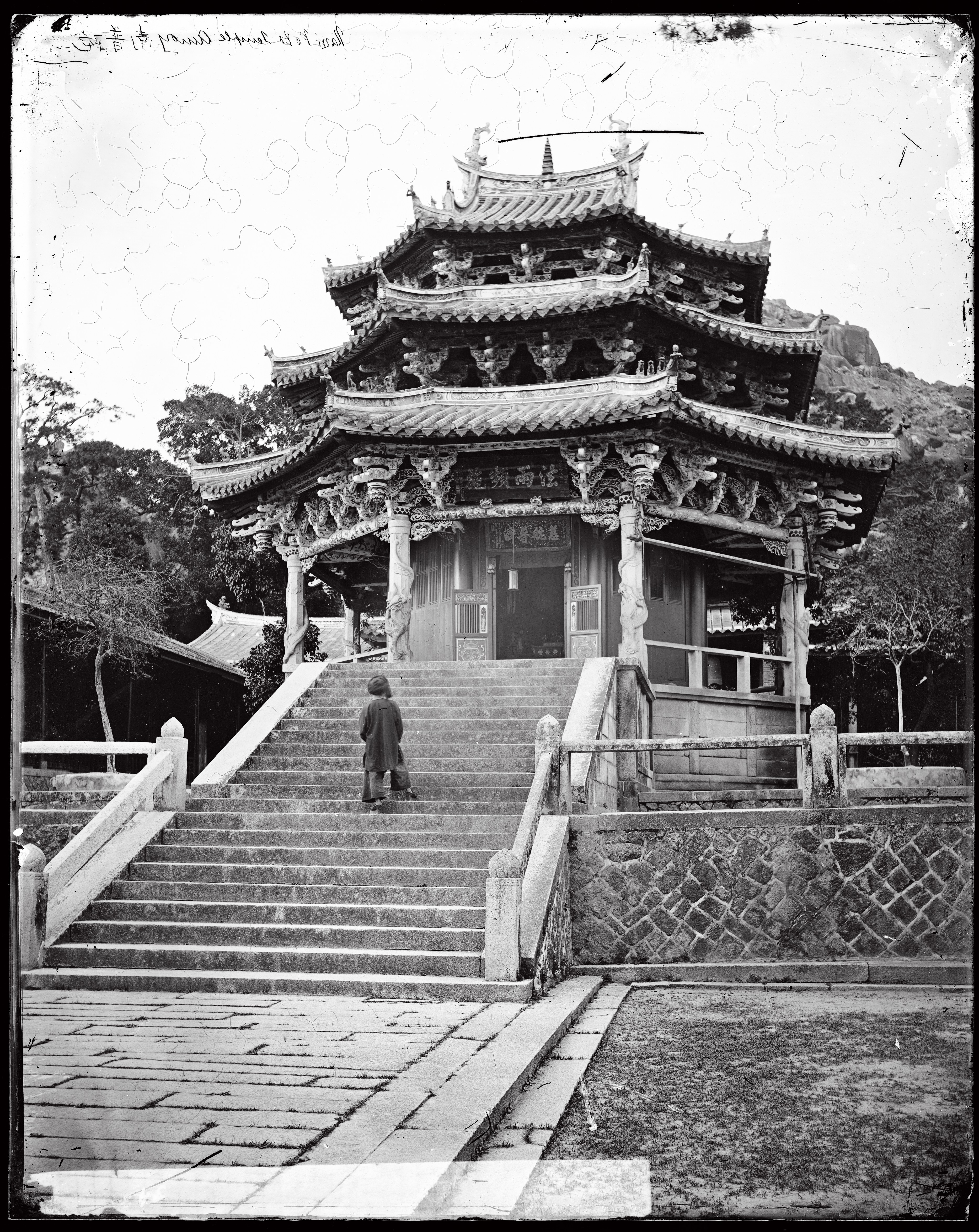
南普陀寺，1870年

南明永曆九年（1655年），郑成功改中左所为思明州，作为反清复明的基地。在郑成功家族的经略下，厦门岛成为中国对外贸易的重要港口之一。清朝康熙十九年（1680年），清军占领厦门岛，并指派一总兵率兵驻扎岛上，清朝称岛屿为“厦门岛”；清康熙二十二年（1683年），福建水师提督施琅东征台湾。郑克塽投降后，清廷取消海禁，在厦门岛设立闽海关厦门口。康熙二十三年（1684年），清廷设立台厦道，管辖厦门和台湾部分地区；雍正五年（1727年），清廷徙兴泉道道治于厦门岛，雍正十二年（1734年），兴泉道更名为兴泉永道，管辖兴化府、泉州府与永春直隶州。道光二十二年（1842年）中英《南京条约》签订，厦门又被列为条约中5处通商口岸之一。:1-20:160
辛亥革命后，厦门岛属于福建军政府厦门分府管辖。1912年4月，经福建军政府议决，厦门岛自同安县独立，改设思明縣县治。次年，民国政府改设兴泉永道为南路道（1914年更名厦门道），1928年废道后，厦门岛由福建省直属，1935年正式设立厦门市。:28抗日战争期间厦门岛一度被日本侵占，期间称厦门为特别市，设东、南、西、北共4个行政管理区；1945年日本投降后厦门光复，岛上设厦西、厦南、厦港、禾山共4区。:160-161
1949年10月17日，中国人民解放军攻克厦门岛。同年10月21日，厦门市人民政府成立，岛上设思明、开元、禾山、厦港4区。1980年，中华人民共和国于岛西部设立厦门经济特区，面积2.5平方千米，1984年3月扩大至全岛和鼓浪屿，厦门岛上有厦门的商业和政治中心。1987年中华人民共和国国务院批准调整岛上区划，設思明、開元、湖里共3區；2005年再次调整，合并思明、开元区和鼓浪屿至思明区，湖里区不变，岛外亦有集美、海沧、同安、翔安等区。:160-161

### 鹭岛得名
厦门岛亦别称“鹭岛”，宋《嘉禾风物志》云：“银城，鹭岛民物富庶，山海雄奇”，此称谓于宋朝起就有出现，在明朝“鹭岛”则更加广泛地用于代指厦门岛。关于鹭岛得名，因厦门岛周边岛屿如猴屿、象屿、凤屿多源自岛的形状或岛上多栖息的动物，主要有“岛形说”“鹭鸟说”2个说法：
- 岛形说：《厦门志》记载明朝诗人池显方攀登厦门岛最高山洪济山后作《冬游洪济山》，其中云：“洲形果小如飞鹭”，厦门文史专家彭一万认为起可能是“鹭岛”较早的词源记载，另《厦门市志》余稿部分中《厦门形势》也述：“（厦门岛）初如桃形，稍后填蚀，因而变态如鹭形，故有鹭岛、鹭门、鹭江等称”[8]；但针对此观点，南京大学毕业从事地球科学的科技工作者叶清老人认为，古代厦门岛的形貌不可判定，只有复原厦门岛古代样貌此观点才可能有意义[9]。
- 鹭鸟说：《厦门志》也曾记载厦门的民间认为厦门岛是白鹭栖息的地方，因此民众常用“鹭岛”称之，岛上也曾有“白鹭衔嘉禾”的传说；1958年编印的《厦门地名从谭》书中《鹭岛与鹭》一文中写道：“我们从前人记载和传说中了解，往日厦门白鹭很多倒是事实……早时厦门城内的提督衙、中府衙和小走马路的榕林里，株株榕树都有白鹭栖息着……”，厦门博物馆原馆长、厦门文史专家龚洁也因此认为“鹭岛”与岛上白鹭多有关。[8]

不过以上2种此说法也被厦门文博研究员何丙仲否认，他认为此名同周边岛屿是老百姓为了加强记忆，用见到过的或者想象中的动物来命名，但不是象形，也非岛上白鹭多。
同样的，岛屿西侧与鼓浪屿之间水道的名称因“鹭岛”之称引申成为“鹭江”。:234

## 地理

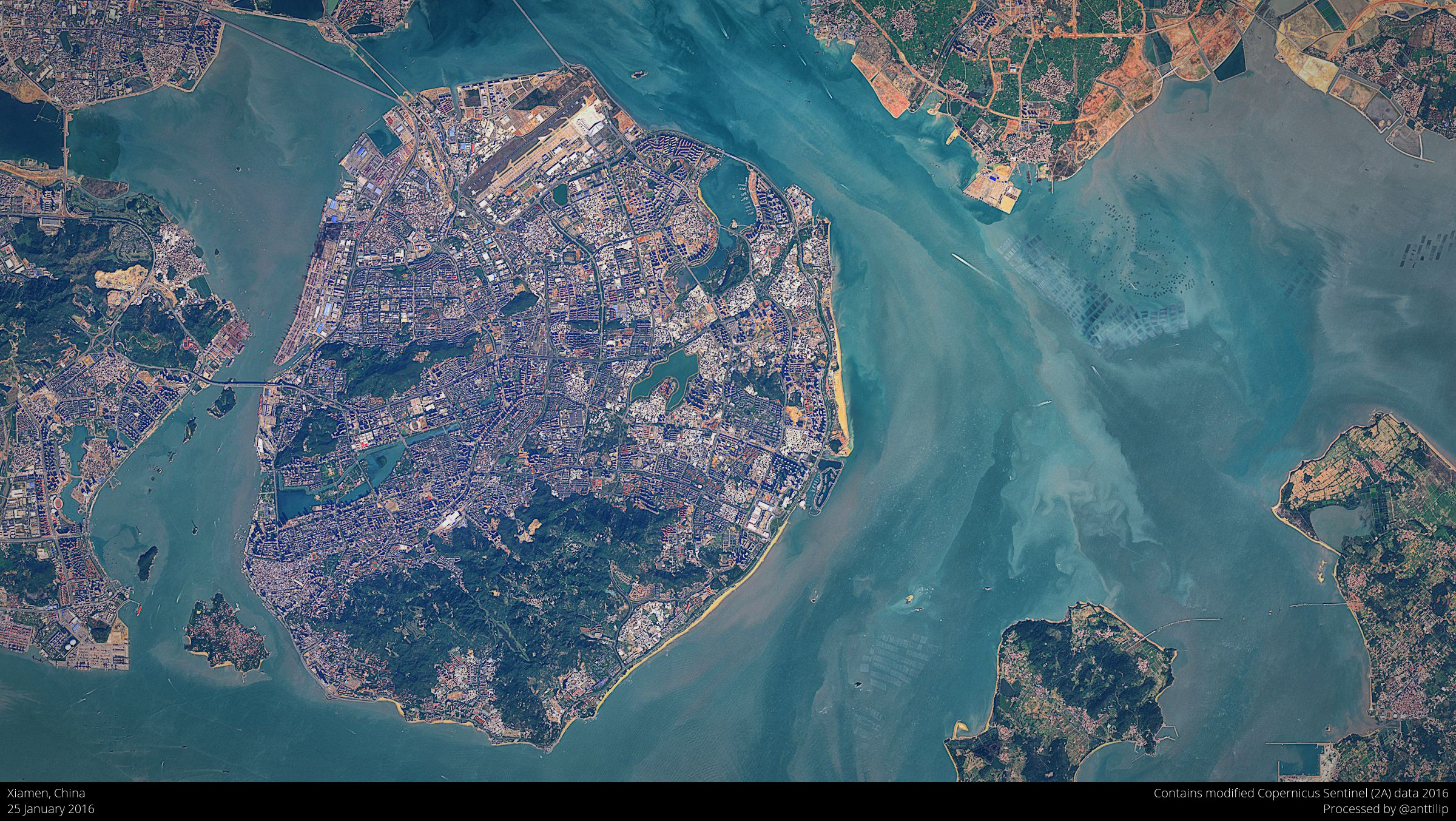
廈門島的衛星地圖

厦门岛位于中华人民共和国福建省东南部九龙江出海口厦门湾内，北临同安湾，西侧为厦门西港，西南处为九龙江入海口，东侧为厦门东侧水道，北接浔江。岛屿略呈菱形，长约13.5千米，宽约12.5千米，面积134.835平方千米，海岸线长约66.3千米，是福建省第四大岛屿。:159
厦门岛主要有仙岳山、东坪山两个山脉，最高点在洪济山云顶岩，海拔339.6米，其名称与厦门市最高点同安区的云顶山（海拔1175.2米）相同，高度与岛内最高楼厦门国际中心高度（高339.88米）相近:195, 234。

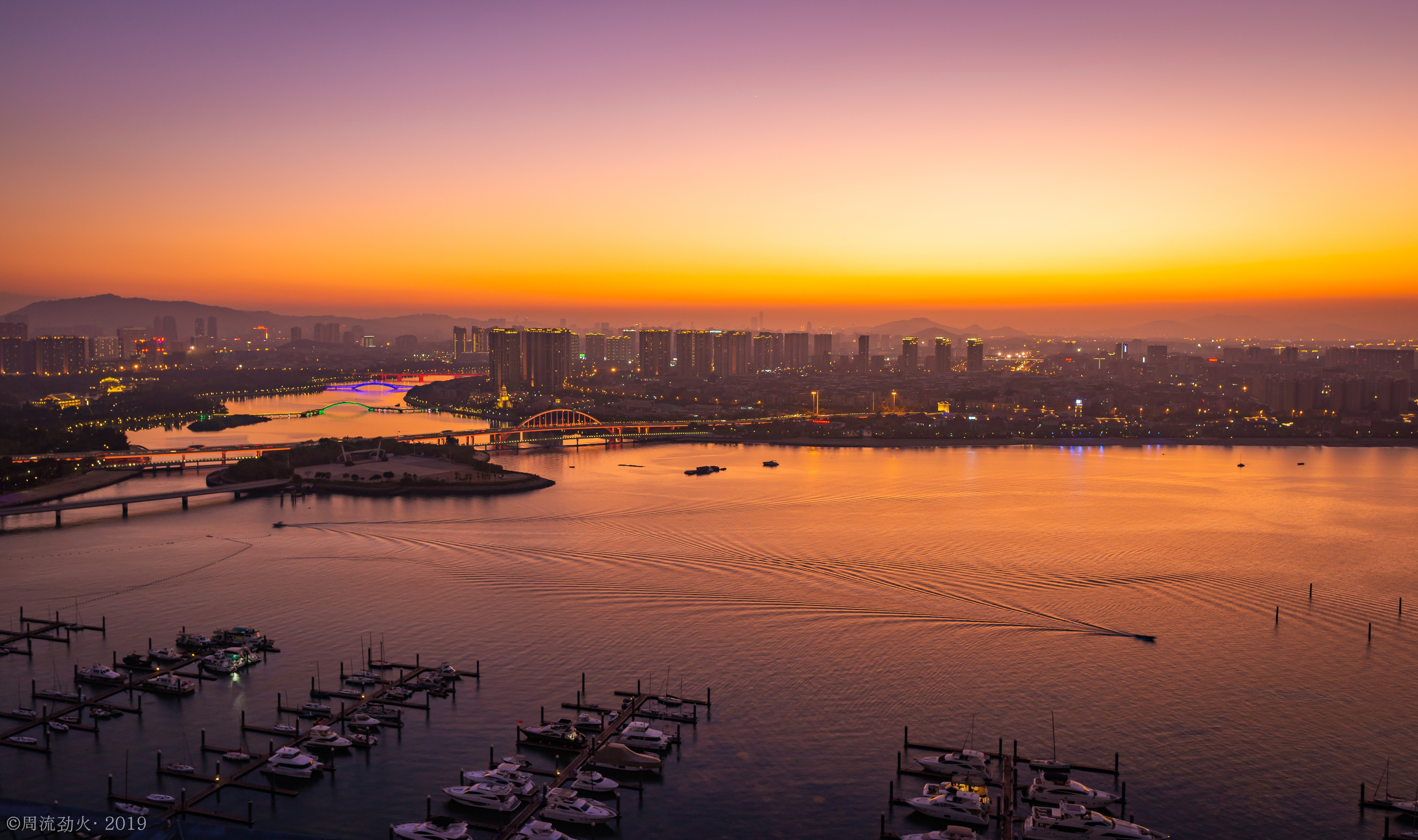
五缘湾日落

岛屿原有两个海湾，分别是岛西南的筼筜港和岛东北的钟宅湾：1971年围海造陆，将筼筜港填为水面面积约为1.7平方公里的筼筜湖，以湖中路为界分为内外2湖；钟宅湾后改名为五缘湾。:52, 195, 217, 298-299
厦门岛西南侧与鼓浪屿之间的水道称为鹭江，长约3.5公里，宽0.4至0.8千米，水深7至25米；东侧与金门之间的水道成为厦门东侧水道，长约17公里，深水区水道宽0.4至2千米之间，水深浅不等，最深处约32米。:234

### 地质
厦门岛出露岩层分布最广者为第四系，面积995平方千米，分布于岛屿四周低洼地带和中北部的台地，有末分的残积层、更新统冲洪积层、全新统冲洪积层、全新统海积层共4个地层单位，另于老市区西端和筼筜湖地区有人工堆积层；其次为侏罗系，主要分布于岛中部的仙岳山、狐尾山，零星分布于岛上的薛岭、香山等，整体呈北东偏东方向，主要分为侏罗系下统梨山组和上统南园组。岛内岩浆活动主要为燕山期岩浆活动，先喷发，后侵入，岛上火成岩分为火山岩、次火山岩、岩浆岩，其中岩浆岩主要分为厦门岩体、殿前岩体和仙岳山岩体。:259-261, 265
厦门岛构造以断裂结构为主，四周断裂方向不同，有仙岳山、筼筜湖、东坪山、曾厝山、虎仔山、钟宅（推测）等北东向断裂组，濠头、赤坡山、云顶、文灶－上里水库等北西向断裂组，亦在磨心山、高刘山一带有近南北向断层；此外厦门岛东南部花岗岩中推测存在一个隐伏曾厝垵复式背斜褶皱，但被燕山晚期岩体占据，地表面貌不清。岛屿地壳整体较稳定。:262-263:122

### 地貌
厦门岛地处闽粤沿海丘陵北段，1955年9月高集海堤建成后与大陆连接而形成陆连岛（半岛），2009年末起对高集海堤进行了改造，中部约800米长的海堤被炸开后恢复到全岛状态:251；岛屿西南高，多山地和丘陵，东北低，为台地，地貌分层明显，岛南部有最高峰海拔339.6米的云顶岩，中部为海拔200米以上丘陵，向北至滨海为海拔10米以下的钟宅－筼筜港（湖）断陷平原和海湾区，有众多海蚀台地。:267-268
厦门岛海岸线长约66.3千米，有台地土崖泥沙质、小型岬湾砂质、港湾淤泥质多种地貌，海岸线以人工海岸为主，占比98.9%，其余仅有0.7千米长基岩海岸分布于岛东南岬角突出部分，且较为零散，包括胡里山、白石山、石胄山、香山角、五通头等，均砌护岸。:269-270:128

### 潮间带
厦门岛潮间带主要分沙滩、砂石滩、岩石滩、淤泥滩。淤泥滩分布面积最大，总面积15.51平方千米，主要于岛北侧和东北侧，宽度1千米以上；沙滩4.38平方千米，主要于岛南侧和东南侧；岩石滩0.65平方千米，于东侧零星分布；砂石滩0.16平方千米，位于东北侧。:271

## 气候
厦门岛紧贴大陆边缘，东南侧面海洋，西北侧靠大陆，在北回归线以北约1°，属于南亚热带海洋性季风气候，是亚热带中的最南带，受台湾海峡海洋的影响较为显著。:141

厦门岛夏季长，但无酷暑，秋春相连，无冬季，全年几乎无霜期，气温变化不显著，但秋温略高于春温；厦门岛春夏多锋面雨，夏秋则为雷雨，伴台风，雨日日照不长，干湿变化较柔和；岛上全年多风，风力较大，冬季偏北、干冷，夏季偏南、暖湿，盛夏的午后至午夜，海风可使暑气消减。:141
| 1981–2010年间厦门市的平均气象数据                     | 1981–2010年间厦门市的平均气象数据 | 1981–2010年间厦门市的平均气象数据 | 1981–2010年间厦门市的平均气象数据 | 1981–2010年间厦门市的平均气象数据 | 1981–2010年间厦门市的平均气象数据 | 1981–2010年间厦门市的平均气象数据 | 1981–2010年间厦门市的平均气象数据 | 1981–2010年间厦门市的平均气象数据 | 1981–2010年间厦门市的平均气象数据 | 1981–2010年间厦门市的平均气象数据 | 1981–2010年间厦门市的平均气象数据 | 1981–2010年间厦门市的平均气象数据 | 1981–2010年间厦门市的平均气象数据 |
| 月份                                                  | 1月                               | 2月                               | 3月                               | 4月                               | 5月                               | 6月                               | 7月                               | 8月                               | 9月                               | 10月                              | 11月                              | 12月                              | 全年                              |
| ----------------------------------------------------- | --------------------------------- | --------------------------------- | --------------------------------- | --------------------------------- | --------------------------------- | --------------------------------- | --------------------------------- | --------------------------------- | --------------------------------- | --------------------------------- | --------------------------------- | --------------------------------- | --------------------------------- |
| 历史最高温 °C（°F）                                   | 28.4 (83.1)                       | 28.4 (83.1)                       | 29.6 (85.3)                       | 33.6 (92.5)                       | 35.4 (95.7)                       | 36.1 (97.0)                       | 39.2 (102.6)                      | 39.0 (102.2)                      | 35.4 (95.7)                       | 36.0 (96.8)                       | 31.4 (88.5)                       | 27.9 (82.2)                       | 39.2 (102.6)                      |
| 平均高温 °C（°F）                                     | 17.3 (63.1)                       | 17.5 (63.5)                       | 19.5 (67.1)                       | 23.5 (74.3)                       | 27.0 (80.6)                       | 29.7 (85.5)                       | 32.2 (90.0)                       | 32.0 (89.6)                       | 30.4 (86.7)                       | 27.5 (81.5)                       | 23.8 (74.8)                       | 19.4 (66.9)                       | 25.0 (77.0)                       |
| 日均气温 °C（°F）                                     | 12.8 (55.0)                       | 13.1 (55.6)                       | 15.0 (59.0)                       | 19.1 (66.4)                       | 22.9 (73.2)                       | 26.0 (78.8)                       | 28.0 (82.4)                       | 27.8 (82.0)                       | 26.3 (79.3)                       | 23.2 (73.8)                       | 19.3 (66.7)                       | 14.9 (58.8)                       | 20.7 (69.2)                       |
| 平均低温 °C（°F）                                     | 10.0 (50.0)                       | 10.4 (50.7)                       | 12.1 (53.8)                       | 16.2 (61.2)                       | 20.3 (68.5)                       | 23.5 (74.3)                       | 25.2 (77.4)                       | 25.1 (77.2)                       | 23.6 (74.5)                       | 20.5 (68.9)                       | 16.5 (61.7)                       | 12.0 (53.6)                       | 18.0 (64.3)                       |
| 历史最低温 °C（°F）                                   | 2.0 (35.6)                        | 2.6 (36.7)                        | 2.5 (36.5)                        | 6.4 (43.5)                        | 12.2 (54.0)                       | 16.3 (61.3)                       | 20.7 (69.3)                       | 21.4 (70.5)                       | 16.7 (62.1)                       | 13.3 (55.9)                       | 7.5 (45.5)                        | 1.5 (34.7)                        | 1.5 (34.7)                        |
| 平均降水量 mm（）                                     | 35.1 (1.38)                       | 83.1 (3.27)                       | 111.6 (4.39)                      | 147.0 (5.79)                      | 171.7 (6.76)                      | 198.8 (7.83)                      | 129.5 (5.10)                      | 207.1 (8.15)                      | 148.6 (5.85)                      | 42.6 (1.68)                       | 29.3 (1.15)                       | 28.0 (1.10)                       | 1,332.4 (52.45)                   |
| 平均降雨天数（≥ 0.1 mm）                              | 7.1                               | 12.0                              | 15.4                              | 14.6                              | 15.2                              | 14.8                              | 9.9                               | 10.9                              | 9.0                               | 3.2                               | 4.0                               | 4.9                               | 121.0                             |
| 平均相對濕度（％）                                    | 74                                | 78                                | 80                                | 80                                | 82                                | 85                                | 81                                | 81                                | 77                                | 69                                | 69                                | 70                                | 77                                |
| 月均日照時數                                          | 133.3                             | 88.3                              | 89.6                              | 105.6                             | 132.6                             | 163.8                             | 234.6                             | 211.6                             | 178.9                             | 188.4                             | 163.0                             | 163.5                             | 1,853.2                           |
| 可照百分比                                            | 40                                | 28                                | 24                                | 28                                | 32                                | 40                                | 56                                | 53                                | 49                                | 52                                | 50                                | 50                                | 42                                |
| 来源：中国气象局（1971–2000年间的降水天数和日照数据） |                                   |                                   |                                   |                                   |                                   |                                   |                                   |                                   |                                   |                                   |                                   |                                   |                                   |

## 自然资源

### 水资源
| 地表径流                                           | 地表径流                                           | 地表径流                                           | 地表径流                                           | 水源地   | 水源地       | 水源地                    |
| 名称                                               | 发源                                               | 流至                                               | 长度 （千米）                                      | 名称     | 地形         | 年调节储水量 （万立方米） |
| -------------------------------------------------- | -------------------------------------------------- | -------------------------------------------------- | -------------------------------------------------- | -------- | ------------ | ------------------------- |
| 双涵溪                                             | 东坪山、观音山                                     | 筼筜湖                                             | 5                                                  | 田厝     | 河谷冲积平原 | 78.6                      |
| 后埭溪                                             | 御屏山、东屏山                                     | 筼筜湖                                             | 4                                                  | 莲坂     | 冲积阶地     | 16.5                      |
| 文灶溪                                             | 御屏山、西姑北山                                   | 筼筜湖                                             | 3                                                  | 曾厝垵北 | 河口平原     | 14.4                      |
| 东大沟 （用于排污）                                | 厦门大学水库                                       | 厦门港                                             | 不详                                               | 曾厝垵南 | 海积阶地     | 16.4                      |
| 其余处有记载溪墘溪，长度1.03千米，发源于塔头水库。 | 其余处有记载溪墘溪，长度1.03千米，发源于塔头水库。 | 其余处有记载溪墘溪，长度1.03千米，发源于塔头水库。 | 其余处有记载溪墘溪，长度1.03千米，发源于塔头水库。 | 厦门大学 | 海积阶地     | 22.0                      |

旧时称厦门岛上有“七池八河十一溪”，2004年版的《厦门市志》言岛上无河流，但实地在山上仍可以找寻到溪流等水源。
《中国海岛志》记录说厦门岛上有有4条溪流径流和5处水源地。除地上水亦在钟宅湾有1眼温泉，共3处泉点，溴矿咸热水，地下水位高出地表1.5米，单孔日均涌水量1382立方米，水温54至56摄氏度；此外岛上岩隙间地下水发育，在五老峰、大厝山、黄厝、半兰山、金鸡亭等多处发现泉水:280-281；另传约在16世纪，塔头水库的地下也有温泉。
岛上现亦有湖边、逮辽、水库、东山、上李、茂后、塔头、岩前、东宅坑、胜利、万石岩（停用）、鬼仔坑、新村、大北溪、下衍溪、东坪山、吊子阳、西山、西坑、溪头下等水库:235-245，但多被称为“袖珍水库”。

### 动植物资源
厦门岛附近海域咸水鱼类丰富，有各类海洋生物近2000种，其中有经济价值的常见鱼类157种、软体动物89种、甲壳动物127种、藻类139种，厦门岛岸线常见鲻鱼、鲈鱼、黄鳍鲷、文昌鱼，其中厦门海域内的文昌鱼和中华白海豚为中华人民共和国国家一类保护动物，鲎为福建省重点保护的珍奇动物；岛上淡水鱼有27种，其中包含有经济价值的鱼类如青鱼、草鱼、鳙鱼等，也有引入团头鲂、日本大板鲫、尼罗罗非鱼等鱼类。:290-291
厦门岛海边滩涂沙地多海滨藜、海马齿、盐地鼠尾粟等；山上多马尾松、相思树。岛上原生植被破坏程度较重，原有乔木破坏后多仅剩草本和灌木生存，如龙舌兰、车桑子、桃金娘、黄栀子等，通常为优势种。留存下的植被共9类35个群系，包含常绿针叶林、常绿阔叶林、灌丛、草丛等。:273-278

### 矿产
厦门岛有独居石类型的钍矿床砂矿，位于黄厝，是厦门市内唯一具有中型规模的远景矿床，储量约1988吨，伴生矿物有钛铁矿2.63万吨、磁铁矿3132吨、锆石英205吨、磷钇矿67吨等；湖里区亦有锰矿矿化点出现于花岗斑岩中。:125

## 经济发展

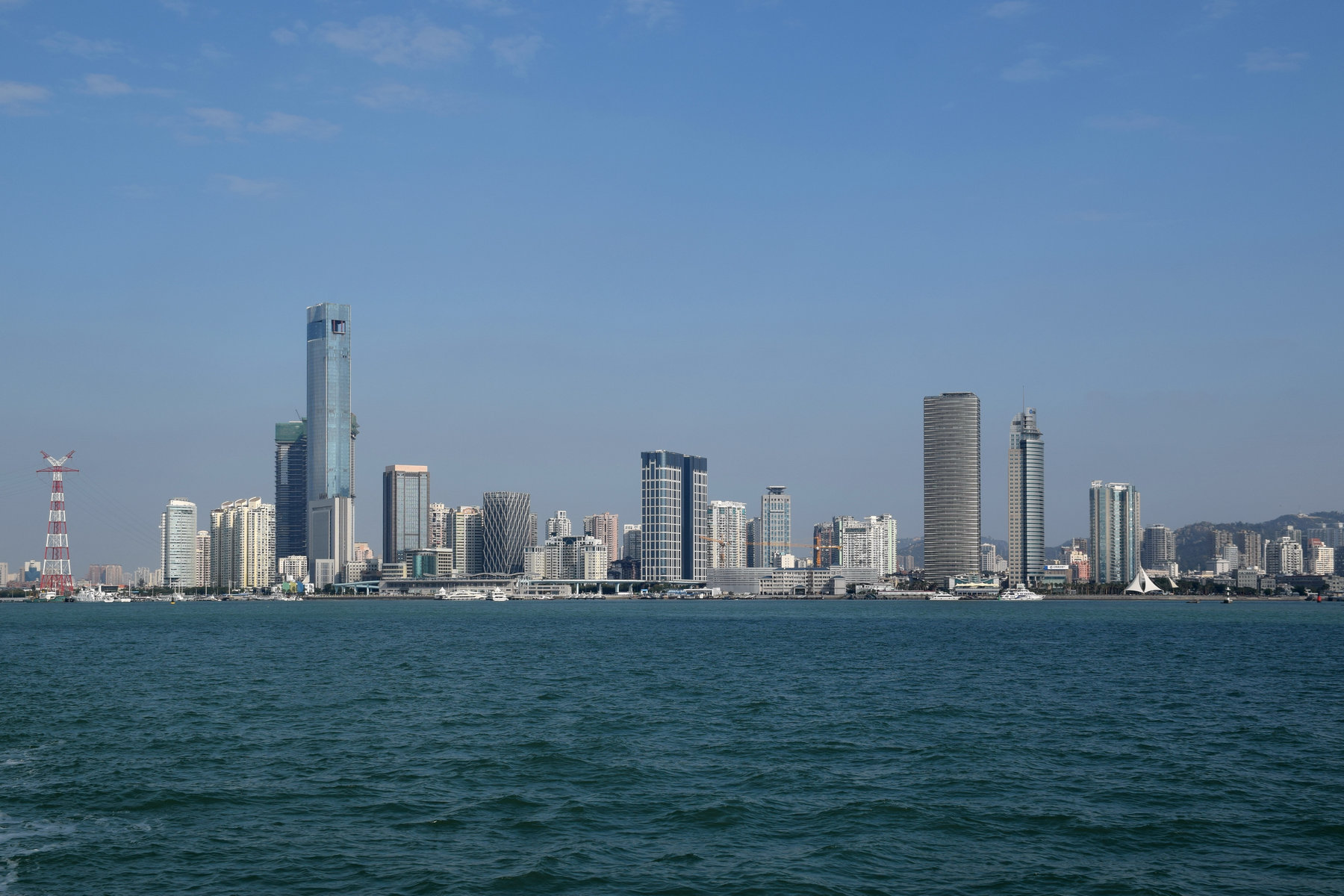
厦门岛思明区摩天大楼

明朝时期厦门岛上建城，清朝厦门岛城随航运业发展而扩展，岛上逐渐出现墟市、商铺、牙行、商行等:245；鸦片战争后被辟为通商口岸，西方人于岛上开办教堂、工厂、银行等，同时民族资本相应发展，出现了新的商业区和集市等，辛亥革命后，厦门个体私营商业进一步发展，1932年已有78个行业4,004家企业，但岛上一直为一个消费性商业城市，经济脆弱，生产落后:1647-1649, 1796-1798。
厦门岛解放初期岛内因仍被封锁而经济萎靡，中华人民共和国第一个五年计划期间厦门的农业、手工业和工商业有所发展，后随各跨海通道建成，厦门岛交通状况改善，但后续受左倾思想在三年困难时期经济起伏不定；在1966至1975年间经济再受挫折，最终在厦门经济特区创办以后才逐渐改善。:1647-1649
厦门经济特区创办以后，厦门工业、农业、商业贸易、金融等逐渐发展:1647-1649，岛内现主要有机械、电子、航运物流、房地产、金融商务、软件信息服务等第二和第三产业:245。截至2020年岛内思明区地区生产总值2,053.04亿元人民币，区内有“三高”（高技术、高成长、高附加值）企业672家；湖里区地区生产总值1395.75亿元人民币，区内有“三高”企业413家。

## 人口
2010年岛内思明、湖里两区户籍人口85.48万人，占彼时厦门全市户籍人口的47.43%；2020年两区户籍人口124.81万人，占厦门全市户籍人口的45.7%，两区常住人口211万余人，约占厦门全市的41%。

## 交通

### 公路

#### 跨海通道

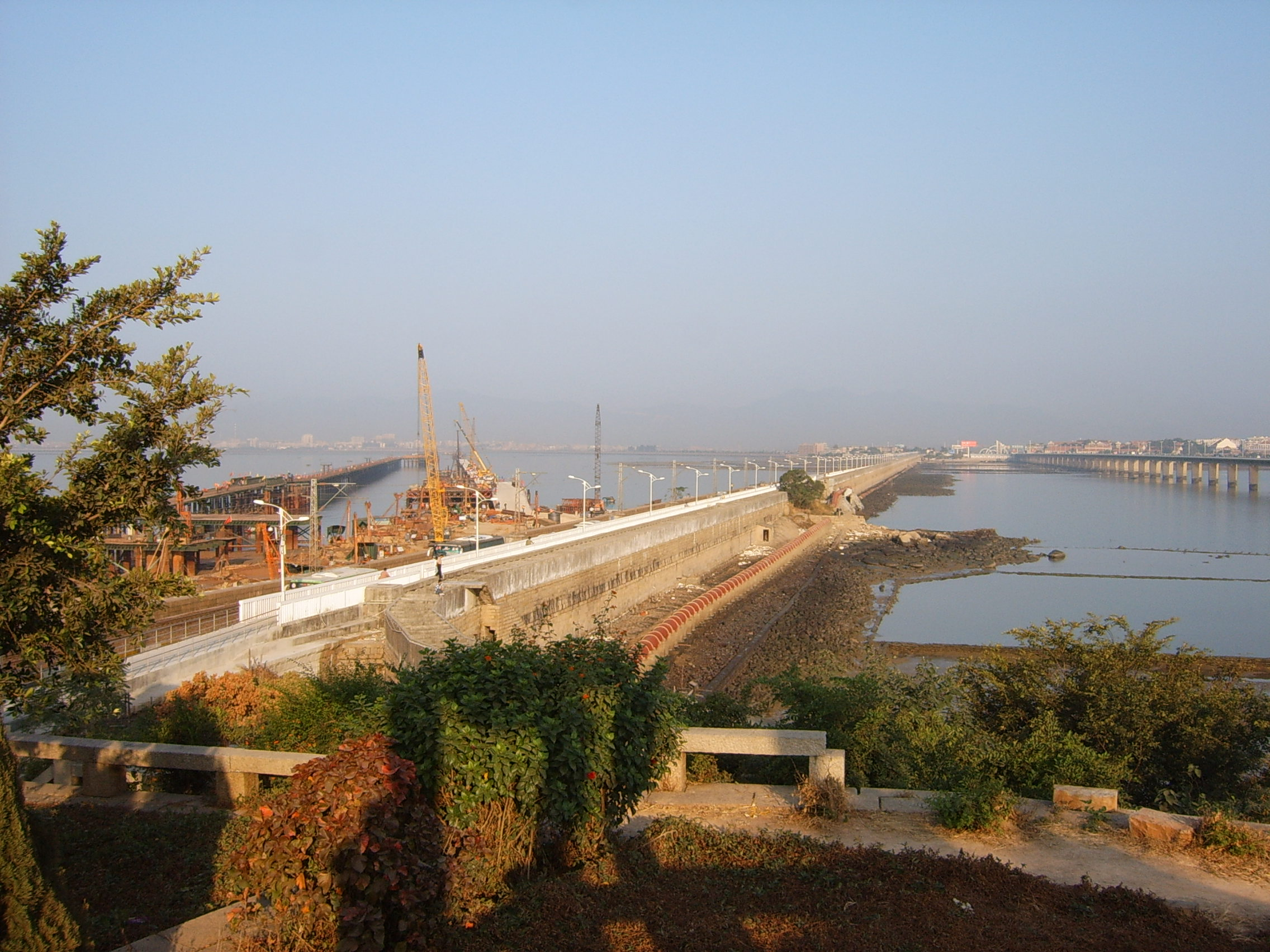
从厦门岛眺望高集海堤（左侧为杏林大桥工地，右侧为厦门大桥）

厦门岛有与大陆有7大交通通道，最早为1953年12月10日通车的高集海堤（现为海堤路）:251，后逐渐建成厦门大桥（1991年）、海沧大桥（1999年）、杏林大桥（2008年，公铁合一）、集美大桥（2008年）、翔安隧道（2010年，中国大陆首条海底隧道）、海沧隧道（2021年）。在规划中厦门岛与大陆共有13条跨海通道，包括机动车跨海通道8条、轨道跨海通道4条、二者共用跨海通道1条，另外规划预留市际跨海通道2条，动车跨海通道8条。

#### 岛内道路
厦门岛旧市区在岛西南，原街市狭窄，民居稠密:258-259，岛上最早可考的街道为铁局顶（现瓮厝巷）、黄厝巷、傅厝巷、北外门街，成为口岸后街道不断增加，至清朝光绪三十四年（1908年）岛上共有大小街巷220余条。:233-234

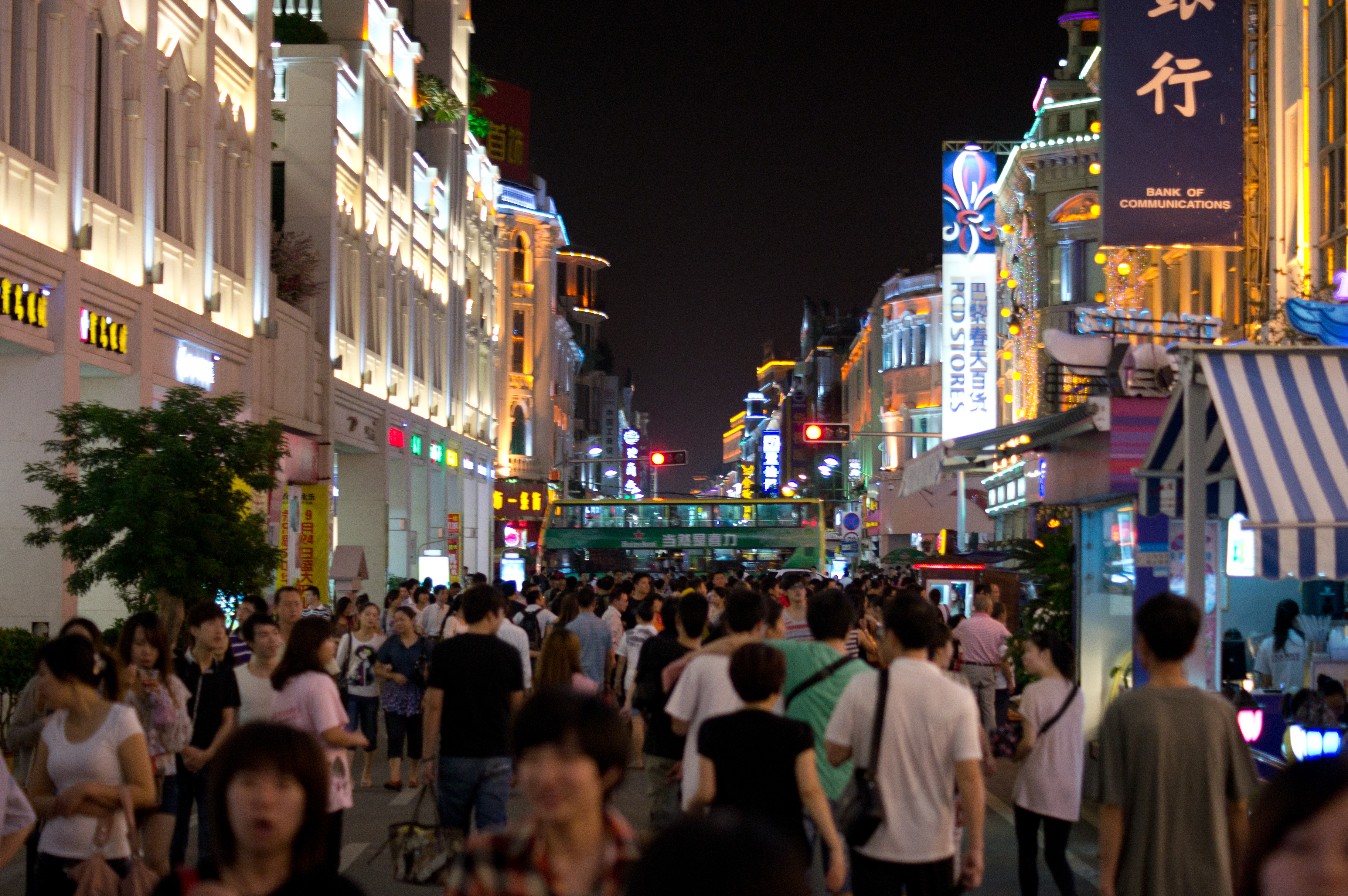
中山路

直至1920年厦门城区开始系统的道路建设，1921年岛上修好第一条公路开元路，同期修筑了厦禾路等，直至1933年修成第一批道路，有开元路、中山路、大同路、思明南路、思明北路等，共45条，总长21.21公里，后直至厦门解放无新修道路:382-385；解放后新建、扩建了霞溪路、华新路、文园路、湖滨南路及其与厦禾路之间的多条纵道等，同时大量翻修路面；随中國大陸改革开放和厦门被辟为经济特区、城市扩展，厦门岛上已建成了纵横交错、四通八达的道路网，截至1994年厦门旧市区有道路138条，总长256.4公里，2001年岛上已有560条道路:258-259，现时岛上除普通街巷道路外已形成由翔安隧道、海沧大桥形成的穿越厦门岛的第一东西通道和由翔安大桥和海沧隧道组成的第二东西通道，亦有仙岳路、成功大道、环岛干道、翔安大道等快速路。

### 公共交通
厦门岛上最早的交通工具是马车:560，现时有公交和地铁系统。岛上第一条公交于1926年首条可供汽车通行的开元路竣工后开行，是年冬成立民办全禾汽车股份有限公司，后再开辟5条市郊线路，1929年岛上成立厦门市公共汽车公司开行4条线路，后合并至禾汽车股份有限公司共运营6条线路:132，日军侵占期间由特别市政府接管设5条线路，直至1947年禾汽车公司复办，仍为5条线路；1957年厦门市公交公司成立，初有4条线路，从1995年起开始兴建各交通站点的候车廊等设施，2008年开通快速公交3条，采用轨道交通模式，现时的公交线路见厦门市公交线路列表。:234-235
厦门岛上的厦门地铁系统连接岛上和岛外，第一条线路1号线于2017年12月31日开通运营，岛上设13站，2号线于2019年12月25日开通运营，岛上设20站，3号线2021年6月25日开通运营，岛上设17站。（以上换乘站均重复计算）

### 铁路
厦门岛上通鹰厦铁路，原止于厦门火车站，1957年1月6日首列货车抵厦、4月12日首列客车抵达，同年岛上大生里隧道贯通铁路延伸至虎头山下的海军码头:572，至码头4公里后被废弃，但线路未拆除，2011年在其上修建了厦门铁路文化公园。

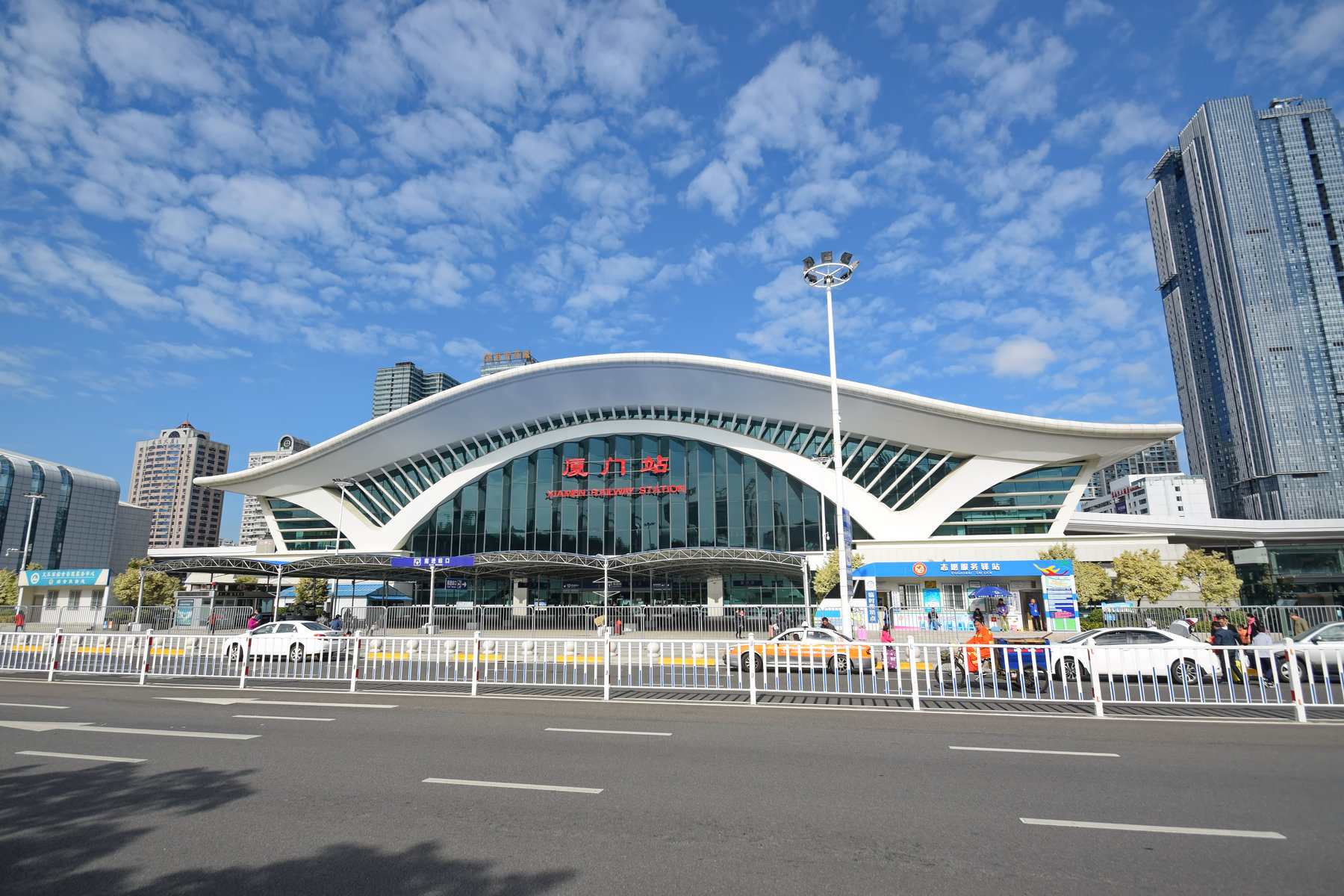
厦门火车站

岛上有厦门、高崎两座火车站：厦门火车站1957年1月1日开通，初为三等客货运综合站，仅有简易木棚式站房，1979至1983年扩建了新站房、站台、广场等，2014年再次改造:573；高崎火车站1958年8月开通，初为四等站，1982年5月升为三等站，但于同年9月停办客运业务，1987年升为二等站:574，后又于2011年重为厦门站分流而新开办客运业务，2015年厦门站改造完成后于3月14日起停辦客運業務。

### 水路
厦门岛的厦门港是中国大陸主要海港之一，是中国大陆和台湾“三通”的主要口岸，分东渡、和平、东部3个港区，有第一、第二、第三、第四、第五、第六、第七（内河客运码头）、第八、第九、中山路（厦鼓轮渡码头）、水仙宫、和平、沙尾坡、同益、东渡一期、东渡二期、象屿、鹭甬（油码头）、高崎共19个码头和高崎盐业专用码头:519-522，其中东渡码头2005年改造为厦门国际邮轮码头，有厦金航线往金门，亦有厦台航线至臺灣；厦鼓轮渡码头则是至鼓浪屿航线的主要码头。:221-224

### 空路

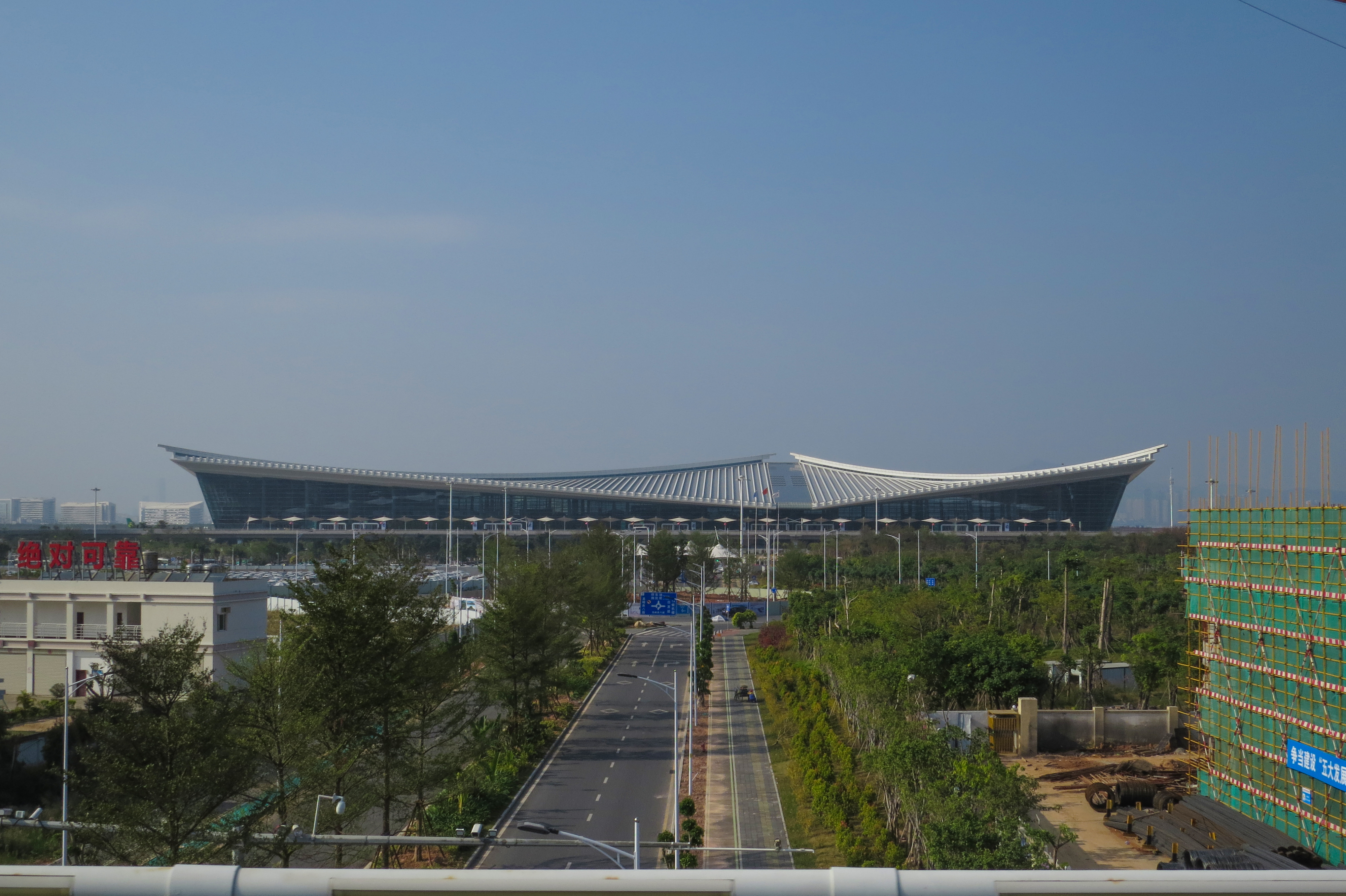
高崎机场4号航站楼

厦门岛有高崎国际机场，始建于日本占领期间的1941年，起降军民飞机，抗日战争胜利后由國民政府接收，改民用机场，1949年再度关闭，次年维修扩建；1982年建设国际机场，于次年一期工程完工后10月22日正式通航，开辟至福州、上海、广州、香港5条航线，1985年首次接待全日本航空、菲律賓航空的飞机，1987年二期工程完工，机场跑道总长达2700米，1992年再次扩建，修建第二、三航站楼，至1995年已被中國民用航空總局批准为二类机场，运营至今。:579-581

## 旅遊
厦门岛内旅游资源丰富，有多处旅游景点，下列举部分：
- 万石植物园：位于万石岩一带而得名，附近有闻名的厦门八大景之一“虎溪夜月”和小八景的“朝天笏”、“中岩玉笏”、“太平石笑”，景外景的“紫云得路”、“高读琴洞”等。[40]
- 厦门中山公园：有“华南第一园”之称，其建设始于1927年，有地球醒狮仪、花展馆、动物园、孙中山铜像等景点。[41][42]
- 胡里山炮台：位于厦门大学胡里山海边，建于清光绪十七年（1891年）至二十二年（1896年），曾在1900年抵御过日本海上侵入。[43]
- 白石炮台遗址：位于厦门岛最南端滨海突出部，环岛路和海上看金门游览线上重要的景点。[44]

图片一览
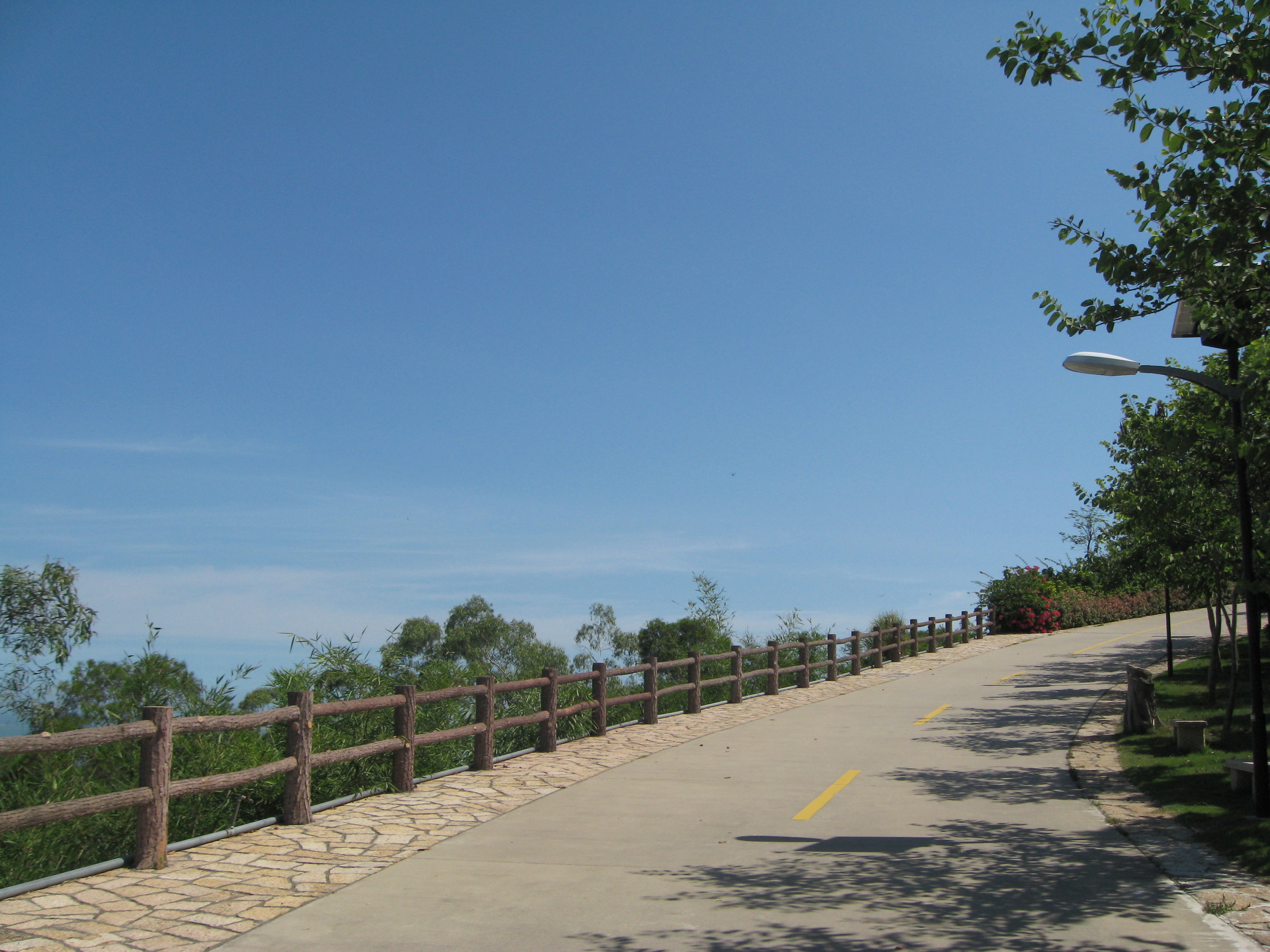
万石植物园
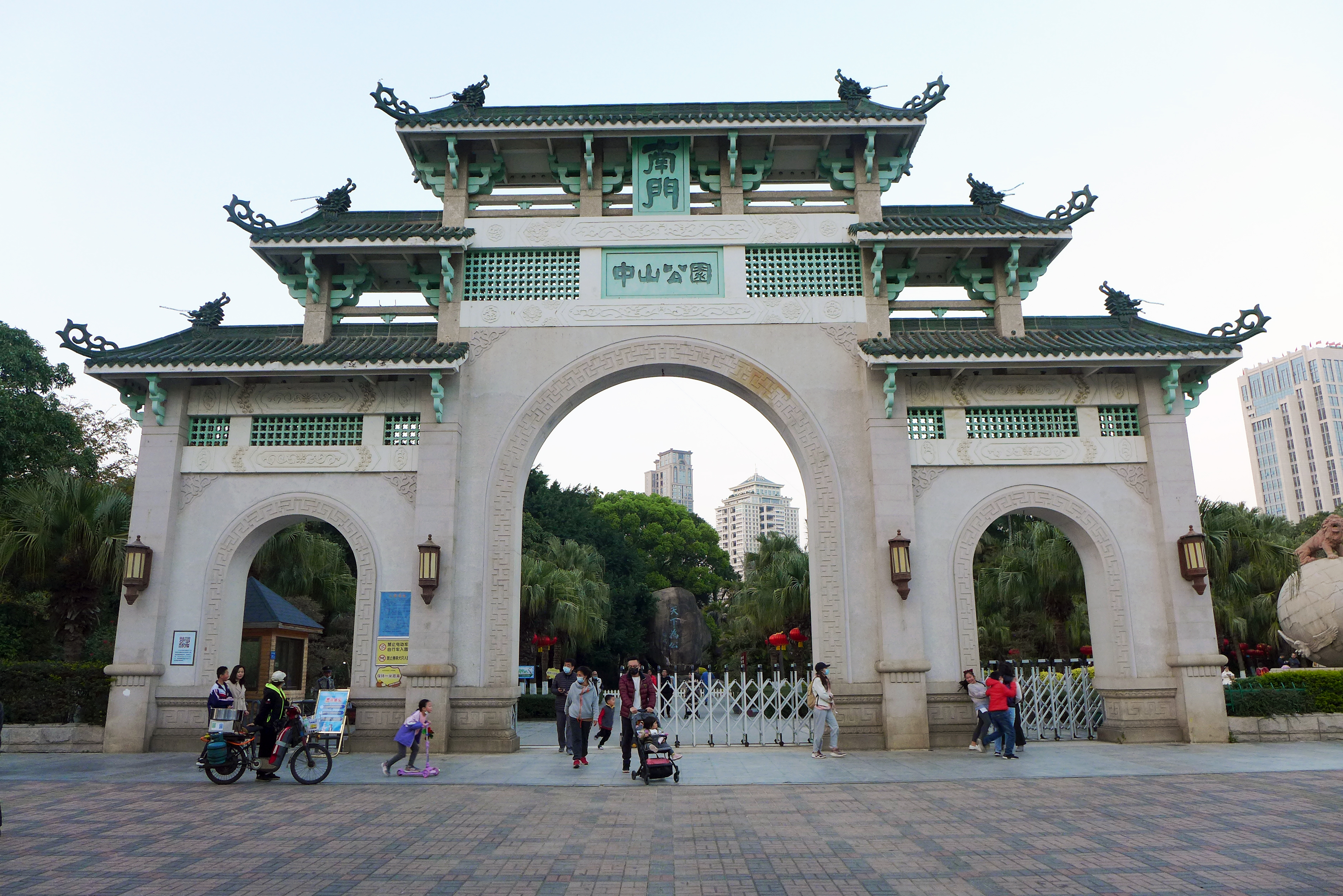
厦门中山公园
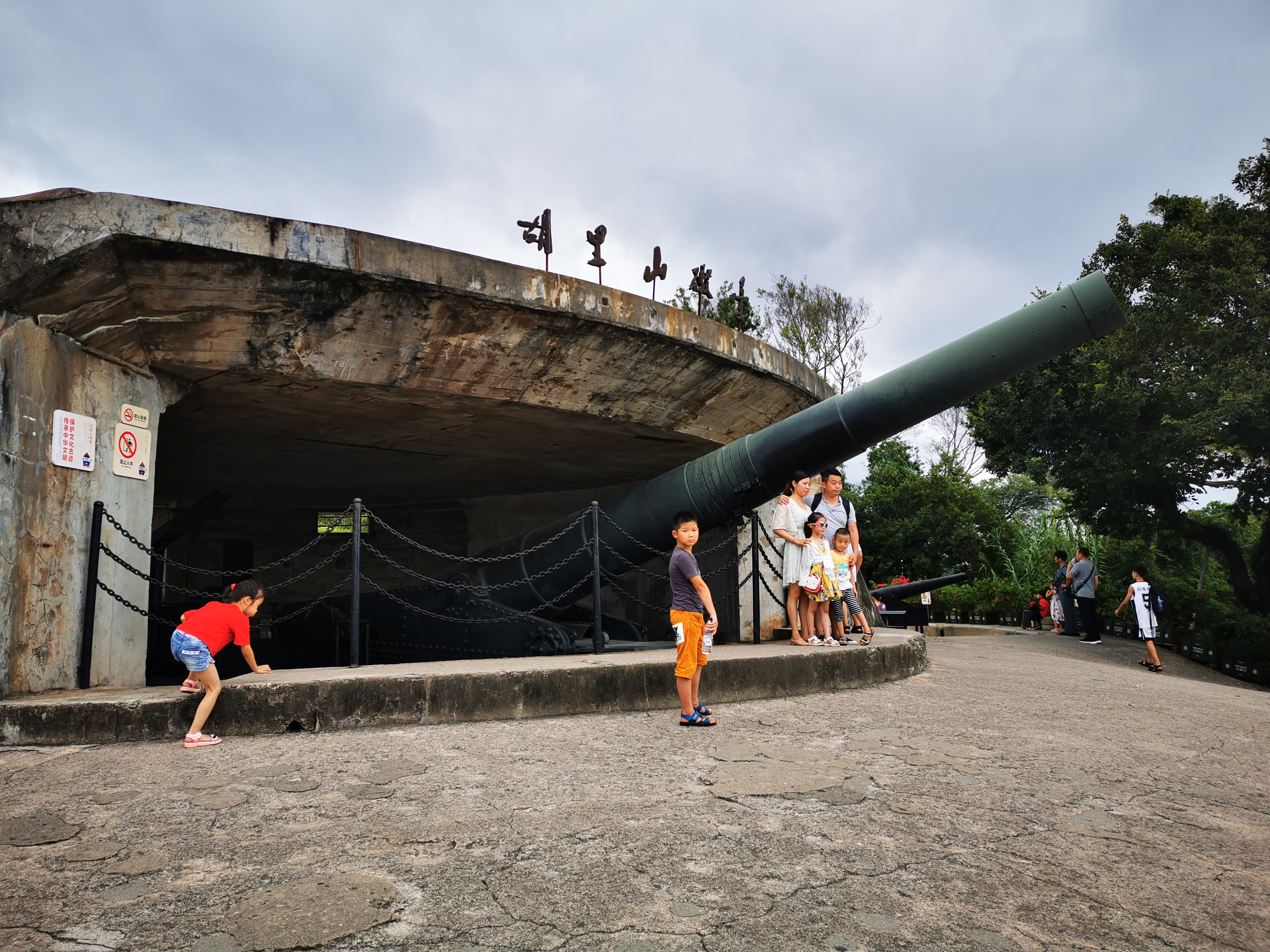
胡里山炮台
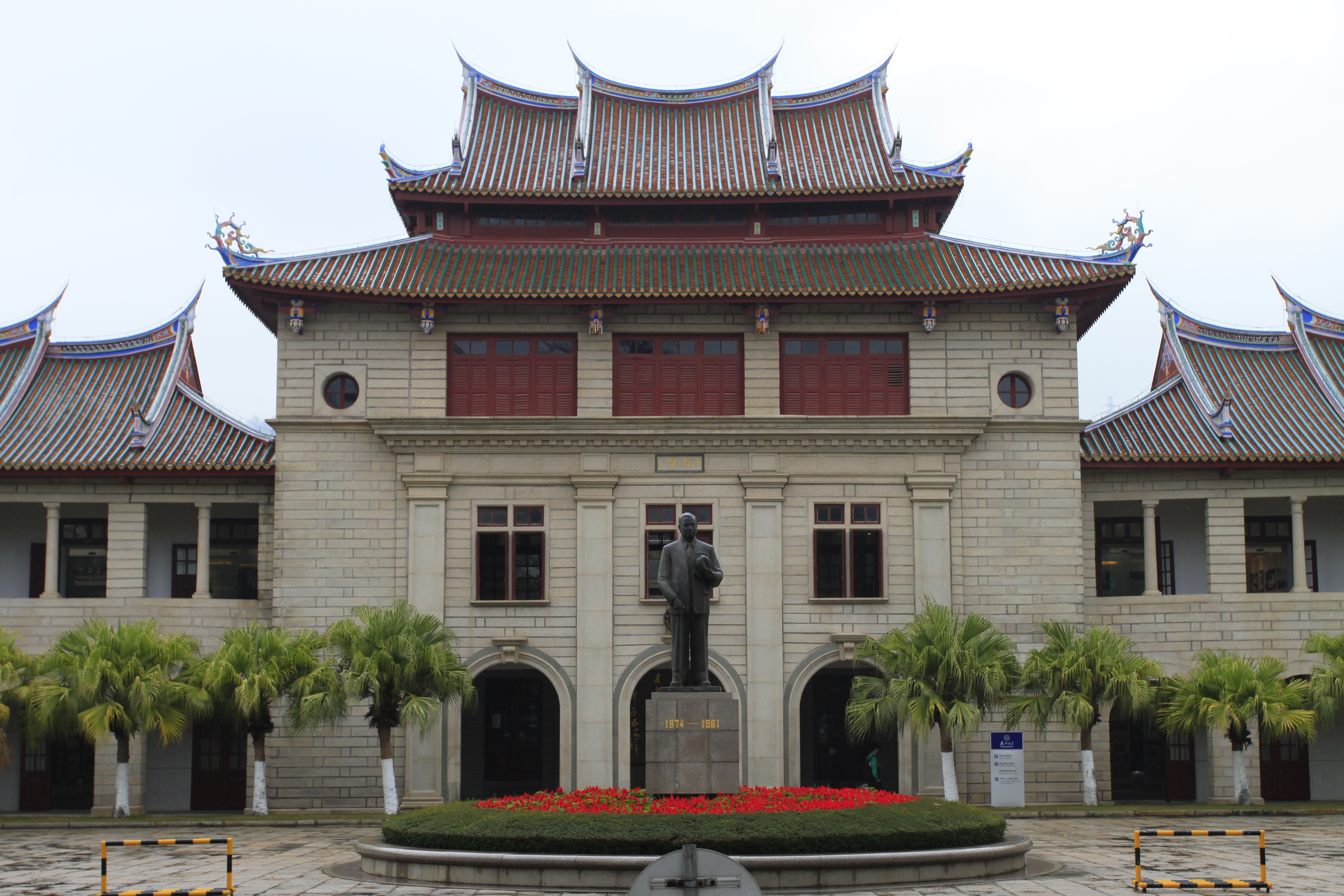
厦门大学
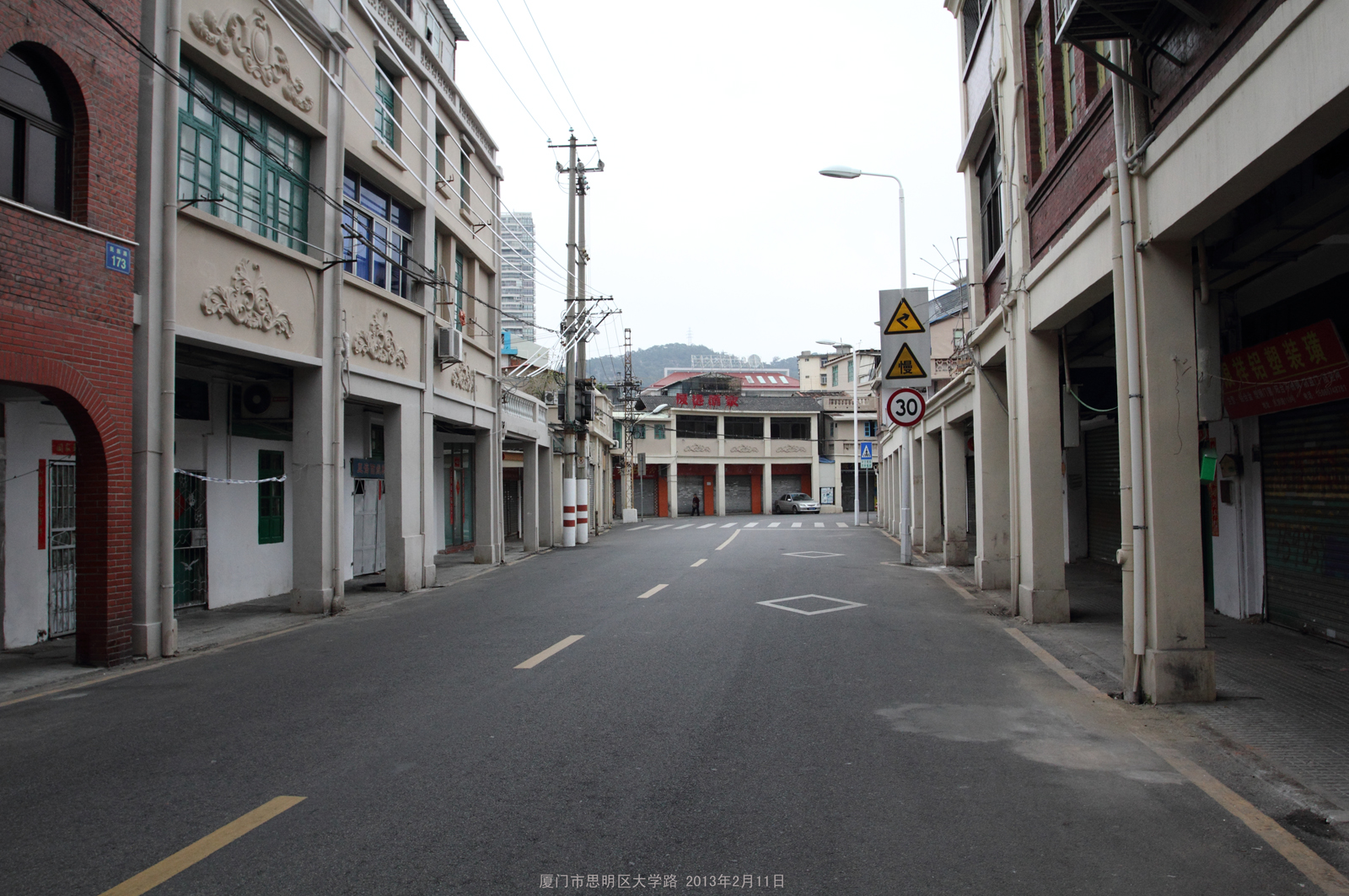
厦港大学路的骑楼
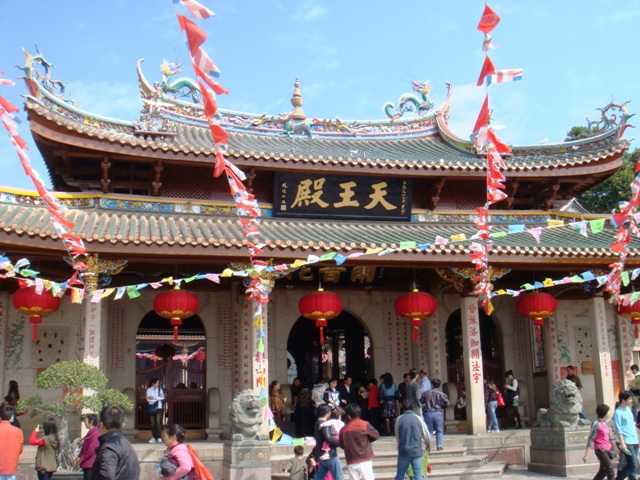
南普陀寺

## 文化
厦门有“海滨邹鲁”之称，岛上有闽南文化特色和当地民族风格:2959；厦门岛自明朝起对外贸易渐起，伴生出岛上的航海文化，又因厦门岛是中国大陸东南沿海重要军事要口之一，在明朝后倭寇、西班牙、葡萄牙、荷兰、英国等侵扰，岛上亦有海防文化:207-212。

### 文学
自唐宋来就有文人雅士于厦门赋诗作文：宋代有如林棐和薛舜俞等文人，林棐为元丰八年（1085年）进士，为厦门著有《诗文集》等；薛舜俞为绍熙元年（1190年）进士，有《文集》《易抄诗书指》等300余卷。至明代厦门文学发展较大，出现了傅钥、池显方、蔡复一等诗人，著有《晃岩集》《南参集》《云顶岩》《五老山》《遁庵全集》《遁庵诗集》等作品。近代因鸦片战争、五四运动等厦门岛出现了如林树梅等诗人，陈嘉庚在岛上创办厦门大学后，鲁迅、孙伏园、林语堂等人曾至该校任教，于厦门兴起新文化运动；此外清末亦曾出现一种“竹枝词”来反映当地民俗民情，如萧宝棻刊行的《鹭江竹枝词》收录了彼时300首竹枝词。当代于1950年厦门文学工作者协会成立，出版《厦门文艺》半月刊，是厦门当代首批文学刊物之一，除文化大革命时期至今文学创作均在不断发展。:2959-2968

### 文艺
厦门岛古时有南音，因中原战乱，人民南迁而传入；此外民间有俚曲、儿歌、山歌、号子、生活小调、褒歌及锦歌等音乐形式；宗教音乐则起于唐代南普陀寺中佛经传唱，后基督教传入后出现了有乐谱的合乐。清末厦门岛艺人即兴自编自唱产生曲艺，题材广泛；20世纪50至70年代岛上出现吴福兴、吴慈院、林鹏翔、苏朝润、卢培森等演唱家；但80年代后除除了南曲、芗曲说唱、答嘴鼓等少数，曲艺逐渐没落。地方戏剧最初为高甲戏，早期在民间流传，后歌仔戏自20世纪20年代传入厦门，至今为主要地方剧种之一；此外厦门的舞蹈初多从漳州、泉州等地传入，辟为通商口岸之后传入西方舞蹈。:2959, 2986-3013

### 美术书法
厦门岛的美术书法于明清就有作品，清代书法名家就有林元俊、康凤声、黄树德等10余人，中华人民共和国建国初期厦门常举办各式书法篆刻展览，现岛上各大学的艺术学院亦作频出。厦门清代国画涉及山水、人物、指墨等多个方面，20世纪50至70年代有10余名国画家；国画外油画、磨漆画、水彩画、水粉画等，则在20世纪20年代至50年代，厦门美术专门学校、福建工艺美术学校（在鼓浪屿）等创办后兴起。:3014-3020

### 信仰
厦门岛上寺庙殿堂林立，民间信仰神衹，如天公、东岳大帝、土地公等；崇拜祖先，如长辈去世后有“百日祭”“周年祭”等习俗，有“三月三”敬祖节，敬祖时有祭海神、祭无主游魂等；祀奉人物，如关帝爷、姜太公、妈祖等。:202-207

### 土特产
厦门岛上有多种特色小吃，如炸五香、沙茶面、虾面、馅饼、蘑菇肉酱、鱼皮花生等，另有珠绣、漆线雕等土特产品。:215

## 外部連結
- 廈門市人民政府（简体中文）（繁體中文）（英文）